# Estevan Sound
Estevan Sound är ett sund i Kanada.   Det ligger i provinsen British Columbia, i den sydvästra delen av landet, 3 900 km väster om huvudstaden Ottawa.
I omgivningarna runt Estevan Sound växer i huvudsak barrskog. Trakten runt Estevan Sound är nära nog obefolkad, med mindre än två invånare per kvadratkilometer.